# Han Xue
Han Xue (nacida el 11 de enero de 1983 en Suzhou, Jiangsu), (chino simplificado: 韩雪, pinyin: hán xuě) también conocida como Cecilia Han, es una cantante y actriz china de origen étnico Miao.
Han  es conocida por sus personajes principales como Baigujing y Diaochan, en las series de televisión ourney to the West y Cao Cao.

## Biografía
Han nació en el seno de una familia de militares en Suzhou, Jiangsu, su abuelo era general del Ejército Popular de Liberación, su abuela fue la primera actriz en el Ejército de Liberación Naval, de la Canción del Pueblo Chino y de la compañía de danza, su tía es una músico que reside en Canadá. A la edad de 6 años, Han formó parte de un coro musical en la ciudad de Suzhou. Ella cursó la escuela secundaria en Suzhou No.1 Middle School. Han se graduó de la Academia Central de Drama, donde estudió junto a Hu Ge y Yuan Hong.

## Carrera
Durante su etapa universitaria, Han comenzó a trabajar para su álbum debut en solitario bajo el sello de Sony Music Entertainment. Su primer sencillo, "Falling Snow", del álbum, fue lanzado el 15 de octubre de 2004, siendo un cover de Mika Nakashima. Ese mismo año, protagonizó junto a Aaron Kwok y Cecilia Cheung en la película "Para Para Sakura".
En 2003, Han protagonizó la serie de televisión "Flying Daggers", junto con Julian Cheung, Ruby Lin, y Dong Jie, una adaptación de la novela de Feidao Youjian Feidao de la serie "Xiaoli Feidao".

Su segundo álbum, titulado "Summer Love", fue lanzado el 27 de marzo de 2006. Ese mismo año, fue elegida como la pequeña hada, una serie histórica de televisión de la comedia romántica protagonizada por Hu Ge y Ariel Lin, en la que recibió críticas positivas.

## Filmografía

### Film
| Año  | Título                         | Título en chino  | Personaje                    | Notas |
| ---- | ------------------------------ | ---------------- | ---------------------------- | ----- |
| 2000 |                                | 《庭院里的女人》 |                              |       |
| 2001 | Para Para Sakura               | 《浪漫樱花》     | Ke Ke                        |       |
| 2004 | Don't Enter the Deserted House | 《荒宅勿入》     | Wang Jiaoluan/ Wang Jiaofeng |       |
| 2011 | Deadly Will                    | 《囧探佳人》     | Lin Lin                      |       |
| 2014 | Dating Fever                   | 《我为相亲狂》   | Bai Jingjing                 |       |

### Televisión
| Año  | Título                                  | Título en chino    | Personaje         | Notas       |
| ---- | --------------------------------------- | ------------------ | ----------------- | ----------- |
| 2001 |                                         | 《南北一家亲》     | Zhu Xiaoxin       |             |
| 2003 | The Raging Butterfly                    | 《愤怒的蝴蝶》     | Dadao Jizi        |             |
| 2003 | Flying Daggers                          | 《飞刀又见飞刀》   | Leng Xiaoxing     |             |
| 2004 | Heroic Legend                           | 《萍踪侠影》       | Zhantai Jingming  |             |
| 2004 | Good Luck Zhu Bajie                     | 《福星高照猪八戒》 | Princess Iron Fan |             |
| 2004 | Dream Factory                           | 《梦工厂》         | Ye Xiaoyu         |             |
| 2004 |                                         | 《大宋碑歌》       | Fang Yu'er        |             |
| 2005 |                                         | 《汉城之恋》       | Li Ruonong        |             |
| 2005 |                                         | 《错爱一生》       | Chen Xiangnan     |             |
| 2005 |                                         | 《婚姻的敌人》     | Xu Diandian       |             |
| 2005 | Happy Zhu Bajie                         | 《喜气洋洋猪八戒》 | Xiang Si          |             |
| 2006 | The Little Fairy                        | 《天外飞仙》       | Xiang Xuehai      |             |
| 2006 | The Blind Detective                     | 《盲侠金鱼飞天猪》 | Duan Xueyu        |             |
| 2006 |                                         | 《阿诗玛新传》     | A'shima           |             |
| 2006 |                                         | 《窗外有张脸》     | Li Xue/ Li Bing   |             |
| 2006 |                                         | 《明天我不是羔羊》 | Shi Qiuguo        |             |
| 2007 | Strange Stories from a Chinese Studio 2 | 《聊斋2》          | Yanzhi            |             |
| 2007 |                                         | 《北平往事》       | Kuang Meijiao     |             |
| 2008 |                                         | 《不想回家》       | Bai Yun           |             |
| 2008 | A Mobile Love Story                     | 《爱情占线》       | Mu Beibei         |             |
| 2008 |                                         | 《画之缘》         | Gu Xiaoxue        |             |
| 2008 | Deep Affection Life                     | 《浓情一生》       | Ai Qing           |             |
| 2009 | Deep Love                               | 《热爱》           | Shen Hanqiu       |             |
| 2009 | Underground, On the Ground              | 《地下地上》       | Lin Jing          |             |
| 2010 | Spy General                             | 《利剑》           | Wang Hanmei       |             |
| 2010 | Journey to the West                     | 《西游记》         | Baigujing         |             |
| 2010 | Nanjing Decisive Battle                 | 《决战南京》       | Yang Ziyue        |             |
| 2010 | Entertainment Has No Circle             | 《娱乐没有圈》     | Lin Manyi         |             |
| 2011 | Peak Times                              | 《巅峰时代》       | Bai Ruoqing       |             |
| 2012 | Come Home                               | 《亲爱的回家》     | Cheng Hua         |             |
| 2012 | Fall in Love with You                   | 《偏偏爱上你》     | Tong Xin          |             |
| 2012 | Code 13                                 | 《代号十三钗》     | Li Fenghuang      |             |
| 2013 | Woman's Weapon                          | 《女人的武器》     | Lin Jiu'ni        |             |
| 2013 | Ip Man                                  | 《叶问》           | Zhang Yongcheng   |             |
| 2013 | Cao Cao                                 | 《曹操》           | Diaochan          |             |
| 2014 | Secret Route                            | 《秘密航线》       | Feng Yaqin        |             |
| 2014 | Strange Stories from a Chinese Studio 4 | 《聊斋4》          | Xie Ling'er       |             |
| 2014 | Lady Home                               | 《淑女之家》       | Zhou Jin          |             |
| 2014 |                                         | 《唐木木的婚事》   | Ouyang Xiaoyun    |             |
| 2015 |                                         | 《天生我才》       |                   |             |
| 2020 | Heroes In Harm's Way                    |                    | Hua Yueyin        | 2 episodios |

### Programas de variedades
| Fecha | Título       | Notas |
| ----- | ------------ | ----- |
| 2020  | The Sound S3 |       |

### Revistas / sesiones fotográficas
| Fecha | Título          | Notas                    |
| ----- | --------------- | ------------------------ |
| 2020  | Xinwei Magazine | (publicación de febrero) |

## Discografía

### Studio album
| #   | Título                            | Título en chino      | Lanzamiento             | Etiqueta                 | Notas |
| --- | --------------------------------- | -------------------- | ----------------------- | ------------------------ | ----- |
| 1st | Falling Snow                      | 《飘雪》             | 15 de octubre de 2004   | Sony Music Entertainment |       |
| 2nd | Summer Love                       | 《夏·恋情》          | 27 de marzo de 2006     | Sony Music Entertainment |       |
| 3rd | A Journey Into Fantasy (Chinese)  | 《狂想的旅程》中文版 | 31 de octubre de 2007   | Sony Music Entertainment |       |
| 4th | A Journey Into Fantasy (Japanese) | 《狂想的旅程》日文版 | 21 de noviembre de 2007 | Sony Music Entertainment |       |
| 5th | My Song for You                   | 《为你写的歌》       | 18 de mayo de 2009      | Universal Music Group    |       |
| 6th | Flower in Heart                   | 《心中的花》         | 30 de junio de 2010     | Huayi Brothers           |       |
| 7th | They Said                         | 《他们说》           | 15 de agosto de 2012    | Gold Typhoon             |       |

### MV
| Año             | Título             | Título en chino | Cantante               | Notas |
| --------------- | ------------------ | --------------- | ---------------------- | ----- |
| junio de 2001   | para para sakura   |                 | Aaron Kwok             |       |
| julio de 2002   | Story              | 《故事》        | Man Wenjun             |       |
| enero de 2003   | Confession         | 《告白》        | Lu Yi                  |       |
| agosto de 2006  | Finally            |                 | Wang Leehom            |       |
| octubre de 2006 | Last Forever       | 《记忆》        | Kousuke Atari, herself |       |
| julio de 2009   | Our Holiday        | 《共同的节日》  | Luo Zhongxu, herself   |       |
| agosto de 2012  | Cheer for Yourself | 《为自己加油》  | group star             |       |

### Otros
| Año  | Canción                 | Álbum                                  | Notas                                                                  |
| ---- | ----------------------- | -------------------------------------- | ---------------------------------------------------------------------- |
| 2020 | Jiangsu TV’s May 5 Gala |                                        | (interpretó el tema: "Red High Heels") - junto a Wan Qian y Liu Mintao |
| 2020 | Tough Love              | Canción interpretada en "The Sound S3" | junto a Baby Zhang                                                     |

## Premios de cine y televisión
| Año  | Premio                     | Categoría             | Resultado | Notas |
| ---- | -------------------------- | --------------------- | --------- | ----- |
| 2005 | Golden TVS Annual Award    | Most Charming Actress | Ganador   |       |
| 2006 | China Fashion Award        | Best Singer           | Ganador   |       |
| 2006 | BQ Celebrity Score Award   | Best Singer           | Nominado  |       |
| 2008 | BQ Celebrity Score Award   | Best Singer           | Nominado  |       |
| 2010 | China TV Audience Festival | Favorite Artist       | Nominado  |       |
| 2012 | 4th Sina TV Drama Rankings | Best Actress          | Nominado  |       |

## Premios musicales
| Año  | Premios                            | Categoría                | Resultado | Notas |
| ---- | ---------------------------------- | ------------------------ | --------- | ----- |
| 2005 | ERC Chinese Top Ten Award          | Best New Singer: Silver  | Ganador   |       |
| 2007 | ERC Chinese Top Ten Award          | Best Stage Singer        | Ganador   |       |
| 2007 | ERC Chinese Top Ten Award          | Top 10 Songs             | Ganador   |       |
| 2007 | MusicRadio China TOP Ranking Chart | Gold Song                | Ganador   |       |
| 2008 | ERC Chinese Top Ten Award          | Top 10 Songs             | Ganador   |       |
| 2012 | Chinese Song Chart Award           | Favorite Female Singer   | Nominado  |       |
| 2012 | Chinese Song Chart Award           | Style Breakthrough Award | Ganador   |       |
| 2012 | Chinese Song Chart Award           | Best Songs               | Ganador   |       |